# 301128 Frédéricpont
301128 Frédéricpont è un asteroide della fascia principale interna. Scoperto nel 2008, presenta un'orbita caratterizzata da un semiasse maggiore pari a 2,306640 UA e da un'eccentricità di 0,152818, inclinata di 1,386984° rispetto all'eclittica.
È dedicato a Frédéric Pont, astrofisico svizzero, insegnate presso la Exeter University.